# .it
.it és el domini de primer nivell territorial d'Itàlia.
El primer domini .it sol·licitat va ser el del CNR; la sol·licitud es va enviar el 23 de desembre de 1987 i es va activar l'1 de gener de 1988.
Hi ha noms reservats al segon nivell com ara italy.it, també altres noms que es refereixen a regions geogràfiques d'Italia i també aquests dos noms.
- gov.it és el domini oficial del govern italià, i el seu ús s'està incrementant ràpidament.
- edu.it domini poc emprat i mai formalitzat.